# NAPSA Stars Football Club
El National Pension Scheme Authority Stars Football Club (en español: Club de Fútbol Estrellas de la Autoridad Nacional de Planes de Pensiones), conocido simplemente como NAPSA Stars FC, es un equipo de fútbol de Zambia que milita en la Primera División de Zambia, la liga de fútbol más importante del país.

## Historia
Fue fundado en la capital Lusaka con el nombre Profund Warriors, nombre que cambiaron luego de que la National Pension Scheme Authority (NAPSA) se convirtiera en el patrocinador principal del club. El equipo ha ganado un título de copa en Zambia. 
A nivel internacional han participado en un torneo continental, en la Copa CAF 1993, en la cual abandonaron el torneo en la primera ronda cuando iban a enfrentarse al Young Ones FC de Namibia.

## Palmarés
- Copa Barclays: 1

2012

## Participación en competiciones de la CAF
- Copa CAF: 1 aparición

1993 - abandonó en la Primera Ronda